# Nagykemlék
Nagykemlék (horvátul: Kalnik) falu és község Horvátországban, Kapronca-Kőrös megyében.

## Fekvése
Kőröstől 16 km-re északnyugatra a Kemléki-hegységben fekszik. Közigazgatásilag Borje, Kamešnica, Obrež Kalnički, Popovec Kalnički, Potok Kalnički, Šopron és Vojnovec Kalnički települések tartoznak hozzá.

## Története
A régészeti leletek tanúsága szerint Nagykemlék területén már a kőkorszakban is éltek emberek. A Kemlékalja több településén is laszinja-kultúra maradványai kerültek elő. Kétezer évvel az időszámítás kezdete előtt a vucsedoli-kultúra virágzott itt. A korai bronzkorban a licenszka-kultúra, majd a bronzkor vége felé több egyre helyi telep itteni jelenléte bizonyítható. Csekély nyomai a keltáknak és a rómaiaknak is kimutathatók. Itt vezetett át a Varasdfürdőről a Glogovnica völgye felé menő római út. A hegység lejtőin a bjelobrodi-kultúra, a pannóniai szlávok temetői is megtalálhatók a 10. századtól egészen a 12. századig. Összességében megállapítható, hogy az emberi jelenlét már több mint négyezer éve folyamatos ezen a vidéken.
Valószínűleg már a római korban állt egy őrtorony vagy kisebb erődítmény azon a sziklán, melyet a nép Vuklanecnek nevezett el és a Kalnik, vagy régi magyar nevén Kemléki-hegység legmagasabb csúcsa, a Vranilovac alatt található és az alatta vezető római utat őrizte. Ivan Kukuljević Sakcinski a neves horvát író és történész megállapításai szerint szinte bizonyos, hogy a későbbi Nagykemlék várának felső részét még a rómaiak építették és a horvát nemzeti királyok uralkodása idején is állt. Az alsóvár pedig sokkal később épült, valamikor abban az időben amikor a várat egy lakhatóbb várkastéllyá építették át.
Nagykemlék várát IV. Béla királynak egy 1243-ban kelt oklevele említi először melyben megemlíti hogy a vár védői a környék lakóinak segítségével "kemléki várunkat" ("castrum nostrum Kemlek") megvédték a tatároktól. Ez alapján megállapítható, hogy Kemlék királyi várispánság volt, melyet a király megbízott ispánja igazgatott és nagy szerepet játszott a tatárjárás során. A várat valószínűleg a király is felkereste a tatárok előli menekülése közben. Az is teljesen biztos, hogy a tatárok ostrom alá is fogták a várat, de elfoglalniuk nem sikerült. A vár mellett ma egy tábla látható, melyen az a felirat áll, hogy e vár előterében a horvátok törték meg a tatárok támadását, ezzel meggátolva további előretörésüket. Ennek bizonyosságát az a történelmi tény is jelzi, hogy érdemeiket a király később azzal ismerte el, hogy az itteni várjobbágyoknak nemesi kiváltságokat adományozott, melyeket ezután több király és bán is megerősített. Az oklevél eredetije ugyan nem maradt fenn, de a zágrábi levéltárban ma is őrzik III. Ferdinánd király ezt megerősítő oklevelét. Az ilyen hétszilvafásnak nevezett szegény nemesekből Nagykemlék környékén volt a legtöbb, ahol idővel a leszármazottjaik, külön területi és jogi közösséget is alapítottak és az egész kemléki térség, hasonlóan a Túrmezőhöz (Turopolje) egy ősi, nemesi önigazgatási körzet volt. A kiváltságok mintegy húsz falut – a várbirtokot – érintettek és kiterjedtek a nyugaton Visoko, délen pedig egészen Zaistovec falvakig és az összes földesúri adótól mentesek voltak. Mentesek voltak a robottól, nem kellett sem kilencedet, sem egyházi tizedet fizetniük.
A várat a későbbi oklevelek "Kalnik, Kemnuk, Kemnek, Kemluk" alakban is megemlítik. 1264-ben Kemlék urát "comes de Kemnuk" alakban említik. 1270-ben V. István király a várat és birtokát Roland szlavón bánnak ajándékozta, majd a Gardun nemzetség lett a birtokosa. 1291-ben királyi várként említik a szlavón bán igazgatása alatt. A 14. század elején Ágoston zágrábi püspök tulajdona lett, de a 15. század elején már újra a királyé. Érdekesség, hogy 1365 és 1369 között börtönében raboskodott I. Lajos király foglyaként Ivan Alekszander bolgár cár is. 1362-ben a vár nemes jobbágyait "universi nobiles iobbagyones Castri majoris Kemluk" néven említik. Ebben az időben fejlődött ki "Brezovica" néven az a nemesi település, mely a mai Kalnik alapja lett. Ekkor épült fel Szent Bereck (Brcko) tiszteletére szentelt középkori temploma.
1409-ben Luxemburgi Zsigmond feleségének Cillei Borbálának adta, majd 1419-től a Garaiaké, IV. Ziemovit mazoviai hercegé, 1428-tól a zágrábi püspökségé, 1435-től II. Tvrtko bosnyák királyé. 1438-ban Albert király a várat és uradalmát Brankovics Vuk szerb despotának ajándékozta, majd lányának házassága révén a Cilleiek birtoka lett. Cillei Ulrik meggyilkolásával a család kihalt és Nagykemlék ura Vitovec János horvát bán lett. Hunyadi Mátyástól fia Corvin János kapta meg. A 15. század végétől a 17. század elejéig, az Alapi család tulajdonában volt. Ebben az időszakban a török többször is támadta, de elfoglalni nem tudta. Közben tulajdonosai többször átépítették és bővítették, ezért a várnak gótikus, reneszánsz és barokk részei is voltak. A 17. században a vár és uradalma a Draskovich és az Orehóczy családé volt, majd később a Keglevichek, a Patacsichok, végül az Ozsegovichok voltak a tulajdonosai. A török veszély elmúltával a vár jelentősége megszűnt, helyette Orehóczy László már a 17. században felépítette a vár alatt ma romokban látható kastélyt. A várat ezután fokozatosan elhagyták és romlásnak indult, uradalmát máshonnan igazgatták.
A falu a trianoni békeszerződésig Belovár-Kőrös vármegye Körösi járásához tartozott. 2001-ben 402, a hozzá tartozó településekkel együtt 1611, zömmel horvát lakosa volt.

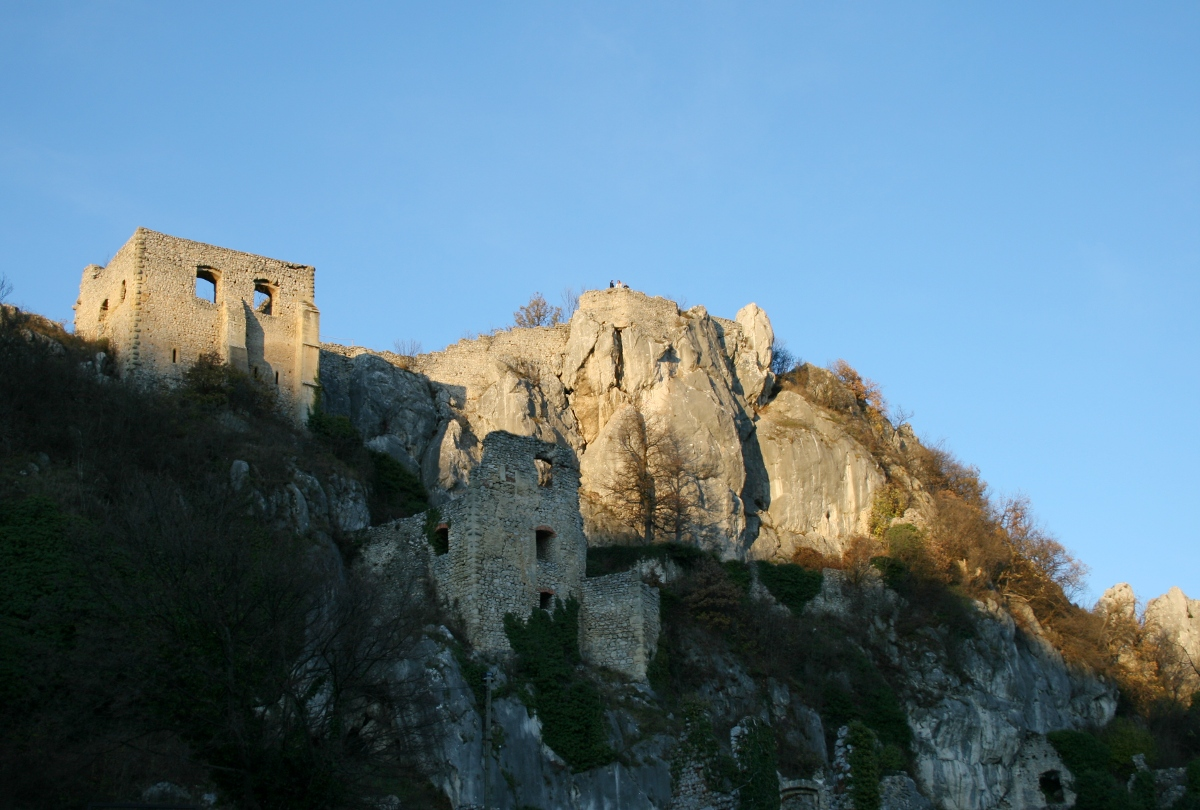
Nagykemlék vára

## Nevezetességei
- A település feletti Vuklanecnek nevezett magaslaton fekszenek Nagykemlék középkori várának romjai.[2] Legmagasabban fekvő része egy sokszög alakú építmény volt. Itt lehetett a várkápolna is, melyet mint az a középkori forrásokból ismert Szent Katalin tiszteletére szenteltek. A várnak ez a része mára szinte teljesen elpusztult. Ezt egy szűk folyosó kötötte össze a főépületetekkel, melyből a négyszögletes egykori lakótorony és a hozzá kapcsolódó maradványok ma is jól láthatók. A vár összes többi fennmaradt részét, a 17. században felépített kastély maradványaihoz tartozó romok képezik, de mára ezek is teljesen tönkre mentek.
- Szent Bereck tiszteletére szentelt középkori plébániatemplomát[3] 1501-ben az egyházlátogatáskor említik először, de ennél sokkal régebbi. Építését a 14. századra teszik, értékes gótikus freskói is ekkor készültek. Szent Péter vértanúságát ábrázolják és a támogató Lajos király alakja is felfedezhető rajtuk. Valószínűleg itáliai mester munkái. A templomot 1518-ban megújították, ekkor kapta mai késő gótikus formáját. Ekkor festették ki újra a szentély falait is, az ekkor készített freskók helyi népi festők munkái. A falfestményeken Krisztus látható a nap, a hold, a négy evangélista, a szentek és két kegyúr, Erdődy Tamás, Alapy Boldizsár és fia János társaságában. A templom gótikus fa táblaképén Jézus születése látható, a 15. században készült és a körösi plébániatemplomból hozták át. A templom belső berendezése barokk.
- Nagykemlék várától nyugatra, a Kemléki-hegység déli lejtőin, az erdőben található a „Kalnik Igrišće” lelőhely.[4] A lelőhelyen több történeti korszak leletei, őskori, ókori és középkori települések nyomai is találhatók. Az őskorban a helyet a bronzkorban és a vaskorban is lakták, amikor La Tène-kultúra népe lakott itt. A legjelentősebb leletek a késő bronzkorból származó lakóépület maradványok, amelyek az i. e. 14. és 8. század közötti időszakra tehetők. A középkorban a Szent Márton-templomot építették ide, amelyből a hajó falainak maradványai maradtak fenn. A templomot először 1334-ben említették. Egyszerű, egyhajós épületként épült, amelyet sokszögletű apszis zárt le. Szent Márton templom 1504-ig volt plébániatemplom, amikor a plébánia székhelyét a Szent Bereck-templomba tették át.

## A várhoz fűződő legenda
A faluban évszázadok óta él a legenda IV. Béla nagykemléki tartózkodásáról és a hétszilvafás nemesekről, melyet August Šenoa is megénekelt. A történet szerint a tatárok a vár védőit és a várban tartózkodó királyt kiéheztetéssel akarták megadásra kényszeríteni. Az élelem egy idő után el is fogyott és a király is étel nélkül maradt. Erre a környékbeli parasztok az éjszaka titokban érett szilvákkal teli ágakat vittek a várhoz. A szilva megmentette a védőket az éhezéstől és a király is megmenekült. Ezért a tettükért Béla minden környékbeli jobbágynak nemességet adott. A hétszilvafás elnevezést valószínűleg az irigykedő Körös környékiek ragasztottak rájuk gúnynévként. Később maguk a kemlékieik is hétszilvafás, vagyis bocskoros nemeseknek nevezték magukat. Noha e nemesek többsége szegény volt és meglehetősen szerény körülmények között élt, de jogaik által mégis megmenekültek a hűbéruraktól. Ezért mindvégig féltékenyen őrizték kiváltságaikat.

## Külső hivatkozások
- Hivatalos oldal
- A Kemléki-hegység várai
- Képek a várról
- Nagykemlék vára - képek
- A kalnik-körösi hegymászó egyesület honlapja